# События в Азии, предшествовавшие Второй мировой войне
События перед Второй мировой войной в Азии — события, имевшие место перед Второй мировой войной в Азии, определившие её начало и ход.
Основной внешнеполитической целью Японии в конце 1920-х — первой половине 1930-х годов было расширение зоны влияния в Восточной Азии. В условиях гражданской войны в Китае, активного советского проникновения в Синьцзян, Монголию и Северную Маньчжурию, советско-китайского конфликта и англо-американского соперничества, Япония сделала ставку на военно-политическое решение дальневосточных проблем. Использование межимпериалистических противоречий в регионе, антибольшевистская и антиколониальная пропаганда, обретение союзников в Европе (нацистская Германия и фашистская Италия) позволили Японии проводить экспансионистский курс и при этом на первых порах сохранять приемлемые отношения с прочими участниками борьбы за влияние в регионе.
Используя разобщённость СССР и Запада и соперничество великих держав на Дальнем Востоке, Япония начала насильственную ревизию Версальско-Вашингтонской системы международных отношений. Оказавшись перед выбором направления дальнейшей экспансии, Япония, однако, решила не доводить дело до войны с СССР и вести осторожную политику в Китае, пытаясь расширить зону своего влияния мирными средствами и создать в Маньчжурии военно-экономическую базу для будущего.
Летом 1937 года, учитывая занятость Великобритании и Франции испанскими событиями, сотрудничество с Германией и Италией и не опасаясь вмешательства США, Япония решилась перейти к активным действиям на континенте. 7 июля 1937 года Япония начала войну в Китае. Поскольку великие державы в условиях начавшегося кризиса старались не портить отношений с Японией, поглощавшей значительную часть их экспорта, конференция стран — участниц «Договора девяти держав», состоявшейся в ноябре 1937 года, в силу общего нежелания вмешиваться в японо-китайский конфликт закончилась безрезультатно, обозначив крах Вашингтонской системы.
3 ноября 1938 года Япония заявила о планах создания «Великой Восточной Азии».

## Историческая справка. Проникновение европейцев в Южную и Восточную Азию
В середине XVIII века Британская Ост-Индская компания начала установление своего господства в Индии, превратившись из торгового объединения в политическую силу. К середине XIX века Индия стала английской колонией Британская Индия.
В начале XIX века Великобритания начала проникновение в дальневосточный регион и в результате Первой опиумной войны 1840—1842 годов получила в свою собственность Гонконг. Вторая опиумная война привела к тому, что в ряде крупных городов Китая появились иностранные концессии, над которыми китайское правительство не имело никакой власти. Для контроля над торговыми путями в Китай англичане в 1819 году основали Сингапур.
Голландская Ост-Индская компания долгое время осуществляла проникновение на острова Малайского архипелага. В 1800 году её владения были конфискованы правительством Нидерландов и преобразованы в колонию Голландская Ост-Индия.
В середине XIX века Франция образовала на территории Индокитайского полуострова колонию Французский Индокитай.
Ещё в середине XVI века Испания начала колонизацию Филиппин. По итогам Испано-американской войны 1898 года Филиппины были переданы США.

## Внешняя экспансия Японии
Начиная с первой половины XVII века Япония проводила политику самоизоляции. Прибывшая в Японию в 1853 году экспедиция ВМС США под командованием коммодора Перри под угрозой обстрела столицы вынудила Японию пересмотреть эту политику. Последовавшие за этим волнения внутри страны привели к восстановлению прямого императорского правления, сопровождавшемуся комплексом политических, военных и социально-экономических реформ в Японии 1868—1889 годов, превратившему отсталую аграрную страну в одно из ведущих государств мира.
В конце XIX века Японская империя приступила к внешней экспансии. В 1879 году Японией было аннексировано государство Рюкю. В результате японо-китайской войны 1894—1895 годов по Симоносекскому договору Япония получила Тайвань и острова Пэнху. После русско-японской войны 1904—1905 годов по Портсмутскому миру Япония получила права на Квантунскую область, Корея была признана сферой японского влияния, Российская империя передала Японии южную часть Сахалина. В 1910 году Япония аннексировала Корею.

## Первая мировая война и её последствия для азиатско-тихоокеанского региона
Основным (и единственным крупномасштабным) событием Первой мировой войны в Восточной Азии стала организованная войсками стран Антанты осада Циндао - порта, арендованного Германией у Китая в 1897 году. В Китае после революции 1911 года установилась республика, и после начала Первой мировой войны китайское правительство обратилось ко всем воюющим сторонам с просьбой не переносить боевые действия на китайскую территорию, однако это обращение было проигнорировано: для штурма Циндао на территории нейтрального Китая Япония высадила 30-тысячную армию. В 1915 году Япония выдвинула Китаю «Двадцать одно требование», принятие которых превратило бы Китай в зависимое от Японии государство. Надеясь, что европейские державы, почувствовав угрозу сферам своих интересов в Китае, помогут сдержать японскую экспансию, китайское правительство опубликовало эти требования (японское правительство пыталось сохранить их в тайне). Демарш США и европейских держав заставил Японию умерить свои претензии, и она передала Китаю сокращённый список из 13 требований, в ультимативной форме потребовав их принятия. Юань Шикай, находясь в сложной внутриполитической ситуации, не мог пойти на риск войны с Японией и решил избрать стратегию «умиротворения Японии». В Китае день принятия правительством Юань Шикая японского ультиматума был назван «Днём национального позора».
Китай вступил в Первую мировую войну на стороне Антанты, рассчитывая, что после войны великие державы примут решение о ликвидации территориальных захватов, осуществлённых Японией. По итогам Первой мировой войны, однако, Японская империя получила бывшие немецкие территории в Шаньдуне, а также часть бывших немецких колоний в Тихом океане, составившую Южный Тихоокеанский мандат. Когда стало известно, что на конференции в Версале все требования китайской делегации отвергнуты, в Китае развернулась мощная всенародная борьба, вошедшая в историю как «Движение 4 мая».

## «Эпоха милитаристов» в Китае

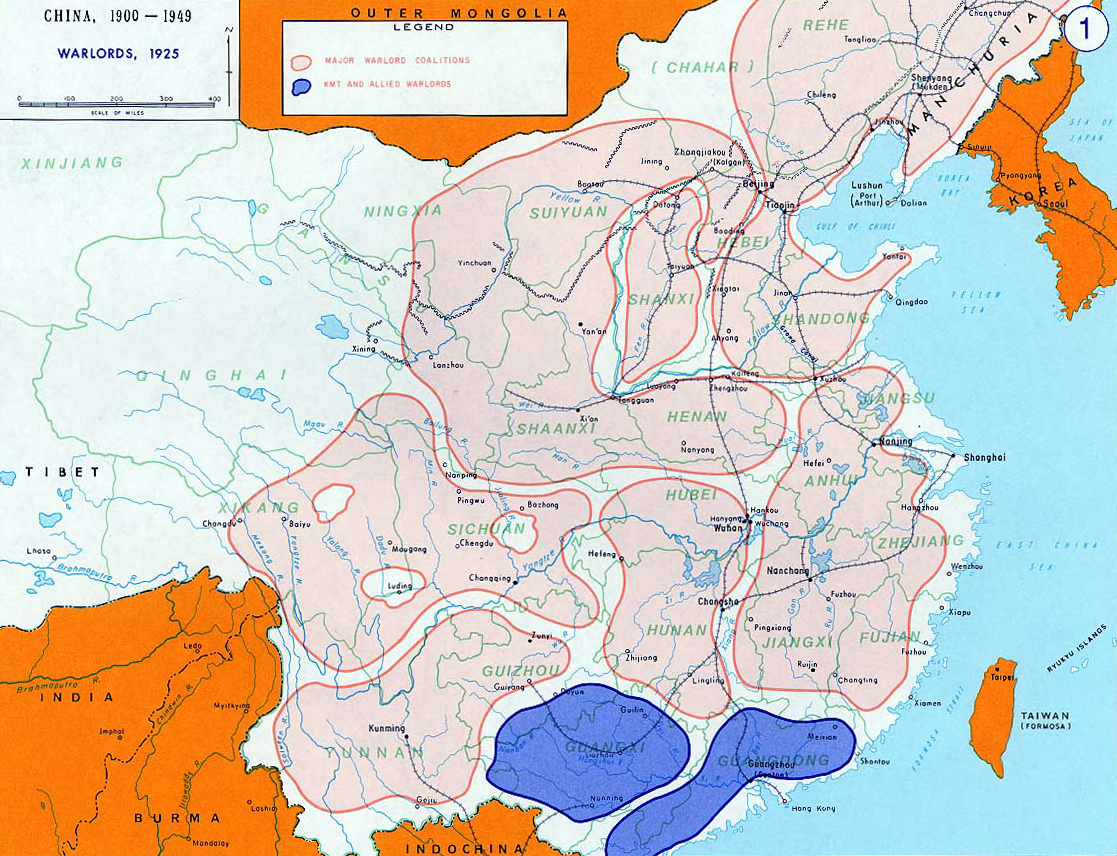
Основные клики китайских милитаристов (1925 г.)

Первый президент Китая — Юань Шикай — хотел восстановить в Китае монархию. 1 января 1916 года он провозгласил себя императором Китая, однако против него выступили его же генералы, начав «войну в защиту республики»; иностранные державы также резко отрицательно отнеслись к его планам. 22 марта 1916 года было объявлено об отмене монархии и восстановлении республики. Несостоявшийся император пытался сохранить за собой пост президента, но генералы категорически требовали его отставки. От него отвернулась практически вся армия. 6 июня 1916 года он скоропостижно скончался.
После смерти Юань Шикая в стране начался хаос. Каждый «полевой командир», имевший в своём подчинении войска, был полным властителем на той территории, которую он контролировал, поэтому этот период истории Китая называют «эпохой (эрой) милитаристов». Некоторые из национальных окраин страны провозгласили независимость: так, в 1924 году при поддержке СССР была провозглашена Монгольская Народная Республика.
Ещё в 1912 году Сунь Ятсен основал партию Гоминьдан, которая выиграла первые общенациональные выборы в Китае. После попытки реставрации монархии в Пекине несколько южных провинций отказались признать парламент и новое правительство. Сунь Ятсен, заручившись поддержкой видных политиков, депутатов от Гоминьдана в распущенной Национальной ассамблее, а также южных милитаристов, в конце июля 1917 года сформировал своё собственное правительство в Гуанчжоу, известное как Правительство защиты конституции. Южные милитаристские клики признали Гуанчжоу как законную столицу, хотя международное сообщество продолжало признавать правительство в Пекине. В 1921 году при содействии Коминтерна была создана Коммунистическая партия Китая. В 1923 году Гоминьдан и КПК заключили соглашение о формировании союза, вошедшего в историю как «Первый объединённый фронт». Благодаря тому, что Сунь Ятсену удалось договориться с правительством Советской России, на юг Китая прибыли советские военные советники, стало поступать оружие. При помощи советских военных советников Чан Кайши, возглавивший Гоминьдан после смерти Сунь Ятсена в 1924 году, разработал план объединения страны военным путём и в 1926—1927 годах организовал Северный поход, в ходе которого ему удалось разбить войска одних милитаристов и достичь соглашения с другими. В 1928 году Китай формально вновь стал единым; столицей Китайской республики был объявлен Нанкин.

## Международные многосторонние соглашения
В конце 1921 — начале 1922 годов в Вашингтоне (США) была проведена Международная конференция об ограничении морских вооружений и проблемах Дальнего Востока и бассейна Тихого океана. По её итогам был подписан ряд соглашений:
- Договор четырёх держав юридически закрепил статус-кво и временный баланс интересов четырёх держав (США, Великобритании, Франции и Японии) в Тихоокеанском регионе.
- Договор пяти держав, подписанный на срок до 1936 года, зафиксировал количественные пропорции между флотами ведущих морских держав. Япония добилась обязательства американского и британского правительств не сооружать новых баз на островах Тихого океана к востоку от 110-го меридиана восточной долготы (за исключением островов вблизи побережья США, Канады, Аляски, зоны Панамского канала, Австралии, Новой Зеландии и Гавайских островов). Таким образом Япония обеспечила себе серьезные стратегические преимущества в этом районе.
- Вашингтонское соглашение — китайско-японское соглашение об эвакуации японских войск из китайской провинции Шаньдун, а также о возвращении Китаю железной дороги Циндао — Цзинань и территории Цзяо-Чжоу.
- Договор девяти держав, который касался обеспечения гарантий территориальной целостности Китая, уважения его суверенитета, а также провозглашал принцип «открытых дверей и равных возможностей» по отношению к Китаю в области торговой и предпринимательской деятельности и обязывал не прибегать к использованию внутренней обстановки в Китае с целью получения специальных прав и привилегий, которые могут нанести ущерб правам и интересам иных государств — участников договора. Китай рассматривался участниками договора как общий объект эксплуатации.
- Трактат о китайском таможенном тарифе, закрепивший таможенное неравноправие Китая.

В 1930 году прошла Лондонская конференция пяти держав по вопросам морских вооружений, по итогам которой был подписан Лондонский морской договор. Этим договором Япония добилась правового признания собственной военно-морской мощи.

## Япония и Китай в конце 1920-х — начале 1930-х
20 апреля 1927 года новым премьер-министром Японии стал известный генерал Танака Гиити. Ему позднее приписывалось авторство так называемого «Меморандума Танаки», согласно которому для достижения мирового господства Япония должна была завоевать Маньчжурию и Монголию, а впоследствии и весь Китай. Утверждалось, что Танака представил свой меморандум молодому императору Хирохито в 1927 году и получил его одобрение. Этот документ фигурировал впоследствии среди доказательств, предъявленных в ходе Токийского международного военного трибунала над японскими военными преступниками (1946—1948).
В течение 1927—1928 годов Танака трижды направлял войска в Китай, раздираемый гражданской войной. Уже 27 мая 1927 года японские войска в первый раз отправились в Шаньдун для прикрытия японского ставленника в Пекине, лидера маньчжурской Фэнтяньской клики Чжан Цзолиня от Национально-революционной армии Чан Кайши. В начале сентября 1927 года японские войска были выведены из Шаньдуна, а Чан Кайши посетил Японию, пытаясь урегулировать отношения. Визит закончился без особых результатов, и нанкинское правительство стало ориентироваться на США, которые использовали эту возможность для усиления своих позиций в Китае.
После заключения в марте — апреле 1928 года соглашений между нанкинским правительством и США, НРА начала поход на Пекин. Япония вновь использовала войска в Шаньдуне, но не смогла удержать Чжан Цзолиня от вывода его войск из Пекина и отступления к Шэньяну.
Сам маршал Чжан Цзолинь, который попал под подозрение в намерении договориться с Чан Кайши и американцами, был убит в результате диверсии во время возвращения в Мукден (Хуангутуньский инцидент). В его гибели обвинили японскую разведку.
В результате последовавшего политического кризиса, утратив поддержку и подвергаясь критике как со стороны парламента, так и со стороны самого императора Хирохито, Танака и его кабинет ушли в отставку.
Открытое вмешательство Японии привело к росту антияпонского движения в Китае. 5 июня 1928 года НРА заняла Пекин, 25 июля правительство Чан Кайши было признано США, а 20 декабря — Великобританией. После смерти Чжан Цзолиня командование его войсками и власть над Маньчжурией унаследовал его сын Чжан Сюэлян. 29 декабря 1928 года Чжан Сюэлян признал власть Гоминьдана над Маньчжурией. В этих условиях Япония, опасаясь ухудшить отношения с США и Англией, в мае 1929 года вывела свои войска из Шаньдуна и 3 июня 1929 года вместе с Германией и Италией признала новое правительство в Китае.
Консолидация Китая дала возможность нанкинскому правительству добиваться отмены привилегий иностранных держав. В 1928—1929 гг. Китаю удалось увеличить таможенные пошлины и вернуть в свою собственность двадцать из 33 концессий. Стремясь ослабить советское влияние в Маньчжурии, китайское руководство в марте 1929 года попыталось добиться выполнения советско-китайского соглашения о паритетном управлении КВЖД. Отказ СССР вызвал попытку Китая решить этот вопрос силой. 10 — 11 июля КВЖД была занята китайскими войсками. Переговоры сторон не дали результатов, что наряду с пограничными инцидентами вело к эскалации конфликта. В октябре-ноябре 1929 года Красная Армия вторглась в Маньчжурию и разгромила войска Чжан Сюэляня. Переговоры сторон привели 22 декабря 1929 года к урегулированию конфликта на базе восстановления статус-кво.
Эти события привели к изменению баланса сил великих держав на Дальнем Востоке. В Китае возник новый центр власти, значительно более влиятельный в масштабах страны, нежели прежнее пекинское правительство. Япония была вынуждена считаться с этой новой ситуацией в Китае. Однако в условиях начала гражданской войны в Китае между Коммунистической партией Китая и Гоминьданом, разрыва советско-китайских отношений, произошедшего 15 декабря 1927 года, и военного конфликта в Маньчжурии отсутствовала база для сотрудничества Москвы и Нанкина, что объективно открывало дорогу японскому экспансионизму.
Этому способствовал экономический кризис, который привёл к резкому обострению торговых противоречий Японии с Великобританией и США, вылившихся в начале 1930-х годов в настоящую торговую войну. В связи с обвинениями в демпинге против японских товаров был применён комплекс протекционистских мер. Это усугубило положение в японских экспортных отраслях, и так серьёзно пострадавших из-за обвала цен на мировых рынках. В этих условиях было принято решение двигаться в направлении создания замкнутой хозяйственной сферы, что предполагало установление контроля Японии над сырьевыми районами, а также над районами сбыта японской продукции.
К началу 1930-х годов японские правящие круги представляли собой три главные политические силы: парламентские партии (выражавшие интересы крупнейших японских концернов), государственная бюрократия и военных. Военная реформа 1922 года привела к массовому притоку в офицерский корпус выходцев из небогатых слоёв города и деревни — так называемых «молодых офицеров», которые оказались чрезвычайно восприимчивыми к ультраправой идеологии. В начале 1930-х годов это привело к расколу внутри самих военных. Генералы Садао Араки и Дзиндзабуро Мадзаки вместе с несколькими офицерами создали группировку «Кодоха» («Группа императорского пути»), идеология которой была близка к концепции «национал-социализма». Радикалы из группы Кодоха намеревались прийти к власти путём военного переворота, приостановки действия конституции и установления диктатуры. В противовес им генералы Кадзусигэ Угаки, Тэцудзан Нагата, Хадзимэ Сугияку, Куниаки Коисо, Ёсидзиро Умэдзу и Хидэки Тодзио организовали группировку «Тосэйха» («Группу контроля»), целью которой было постепенное установление контроля над существующими государственными институтами при сохранении строгой лояльности государству.
Ратификация Японией Лондонского морского договора 1 октября 1930 года вызвала ярость японских правых радикалов. Утром 14 ноября на платформе Токийского вокзала был тяжело ранен выстрелом из пистолета премьер-министр Осати Хамагути. Это покушение подхлестнуло шовинистические настроения по всей стране.

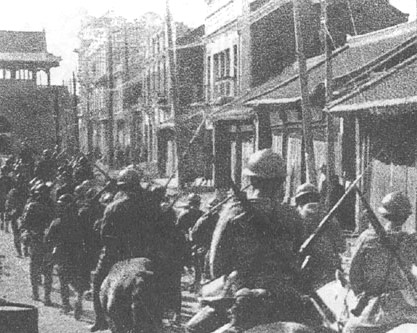
Японские войска входят в Шэньян. 1931 год.

События на КВЖД показали военную слабость Китая, и японские военные решили попробовать свои силы. В сентябре 1931 года войска Квантунской армии вторглись на территорию Маньчжурии.
Международная обстановка была благоприятной для агрессора. Великие державы были заняты борьбой с экономическим кризисом. Китай и СССР после связанного с КВЖД военного конфликта 1929 года не достигли улучшения отношений. Нанкинские власти были заняты войной с КПК на юге Китая, а СССР экономически и политически осваивал Синьцзян. Всё это исключало совместные действия Москвы и Нанкина против Японии. Не получивший помощи от Нанкина Чжан Сюэлян, стремясь сохранить войска, отвёл их, не ввязываясь в серьёзные бои с японцами.
21 сентября на заседании Лиги Наций Китай официально внёс в повестку дня вопрос об агрессивных действиях Японии. В ответ на обращение Лиги японское правительство заявило, что Япония не имеет никаких территориальных претензий в Маньчжурии и в кратчайший срок выведет войска после наведения порядка и очищения Маньчжурии от коммунистических элементов. Однако Квантунская армия продолжала боевые действия, получив при этом поддержку как значительной части японской общественности, так и ведущих политических партий.
Великобритания и Франция оставались пассивными, так как полагали, что японские войска в Маньчжурии станут противовесом росту советского влияния в Китае. США рекомендовали Чан Кайши не отвлекать силы от войны с КПК, провозгласившей 7 ноября 1931 года Китайскую Советскую Республику. Само китайское руководство было заинтересовано в ослаблении Маньчжурской армии Чжан Сюэляна, поскольку это усиливало влияние Нанкина.
В отношении СССР и советских граждан на КВЖД японское руководство проявляло лояльность. СССР, со своей стороны, не проявил стремления к вмешательству, хотя и осудил агрессию в прессе. В ноябре-декабре 1931 года, когда японские войска стали продвигаться в Северную Маньчжурию в направлении Харбина, считавшуюся советской сферой влияния, отношения Москвы с Токио несколько ухудшились, но 31 декабря 1931 года советское руководство предложило Токио заключить договор о нейтралитете на основе сохранения «свободы рук» в Китае. 7 января 1932 года США опубликовали свою «доктрину непризнания» изменений на Дальнем Востоке, а Великобритания вообще официально не отреагировала на эти события.
Успех армейской операции в Маньчжурии побудил политически соперничающий с армией японский флот перейти к активным действиям. 28 января 1932 года японская армия после высадки под Шанхаем начала операцию по захвату города, но ожесточённое сопротивление китайских войск и дипломатическое вмешательство западных держав не позволили ему это сделать. Нападение Японии на Шанхай обострило её отношения с Великобританией, Францией и США, которые, однако, действовали несогласованно. СССР попытался использовать ситуацию и подписал с Японией соглашение о торговле бензином с Маньчжурией и разрешил ей использовать КВЖД для военных перевозок. 3 марта 1932 года командование японских войск в Шанхае опубликовало заявление о прекращении боевых действий и вывело войска из Шанхая.
Тем временем в Маньчжурии встал вопрос о статусе оккупированных областей. Был выбран вариант создания там марионеточного государства. 1 марта 1932 года было провозглашено образование Маньчжоу-го. Лига Наций в начале 1932 года направила в Маньчжурию международную комиссию во главе с Виктором Бульвер-Литтоном. Комиссия осенью представила Совету Лиги Наций доклад, в котором рекомендовала воздержаться от признания Маньчжоу-го и созвать конференцию для обсуждения этого вопроса. Провозглашение Маньчжоу-го вновь оживило советско-японские противоречия в Маньчжурии. СССР негласно поддерживал антияпонские восстания и действия партизанских отрядов КПК.
Осенью 1932 года СССР попытался договориться с Японией на основе взаимного признания статус-кво и договора о ненападении, но Япония отклонила эти предложения, будучи заинтересованной в сохранении неопределённости и контролируемой конфронтации с СССР. В этих условиях Китай и СССР восстановили 12 декабря 1932 года дипломатические отношения, а на следующий день Япония официально отказалась от предложенного СССР пакта о ненападении.
23 февраля 1933 года Квантунская армия вторглась в китайскую провинцию Жэхэ, захватив её и часть Внутренней Монголии, после чего присоединила эту территорию к Маньчжоу-го.
24 февраля 1933 года сессия Лиги Наций вынесла резолюцию о японо-китайском конфликте, в которой, несмотря на признание «особых прав и интересов» Японии в этом районе Китая, захват Маньчжурии объявлялся нарушением Японией «Договора девяти держав». В ответ Япония вышла из Лиги Наций, что получило одобрение японского общественного мнения, подготовленного СМИ к осуществлению «независимой политики». Отсутствие поддержки со стороны великих держав вынудило Китай на уступки Японии, что привело к перемирию, подписанному в Тангу 31 мая 1933 года. Согласно этому документу, к югу от Великой китайской стены была образована 100-километровая демилитаризованная зона, в которой Китай не имел права размещать войска. Чан Кайши подписал перемирие с Японией потому, что считал далёкую Маньчжурию гораздо меньшей угрозой, чем Коммунистическую партию Китая.
Освободившись от угрозы расширения конфликта, Япония усилила давление на СССР по вопросу о КВЖД, и в 1935 году она была продана Маньчжоу-Го. Это привело к ослаблению советского влияния в Маньчжурии, но позволило Москве избежать войны на Дальнем Востоке.
Провал интервенции в Шанхае и конфликт с Лигой Наций привели к активизации в Японии ультраправых. Начались убийства политических деятелей, а 15 мая 1932 года была совершена попытка путча, во время которой был смертельно ранен премьер-министр Японии Инукаи Цуёси. Во время процесса над путчистами-террористами в Токио шёл поток петиций, в которых выражалось сочувствие подсудимым как «истинным патриотам и верноподданным императора». Адвокаты заключённых предоставили суду 111 тысяч писем с просьбами о помиловании.

## Япония и Китай в середине 1930-х

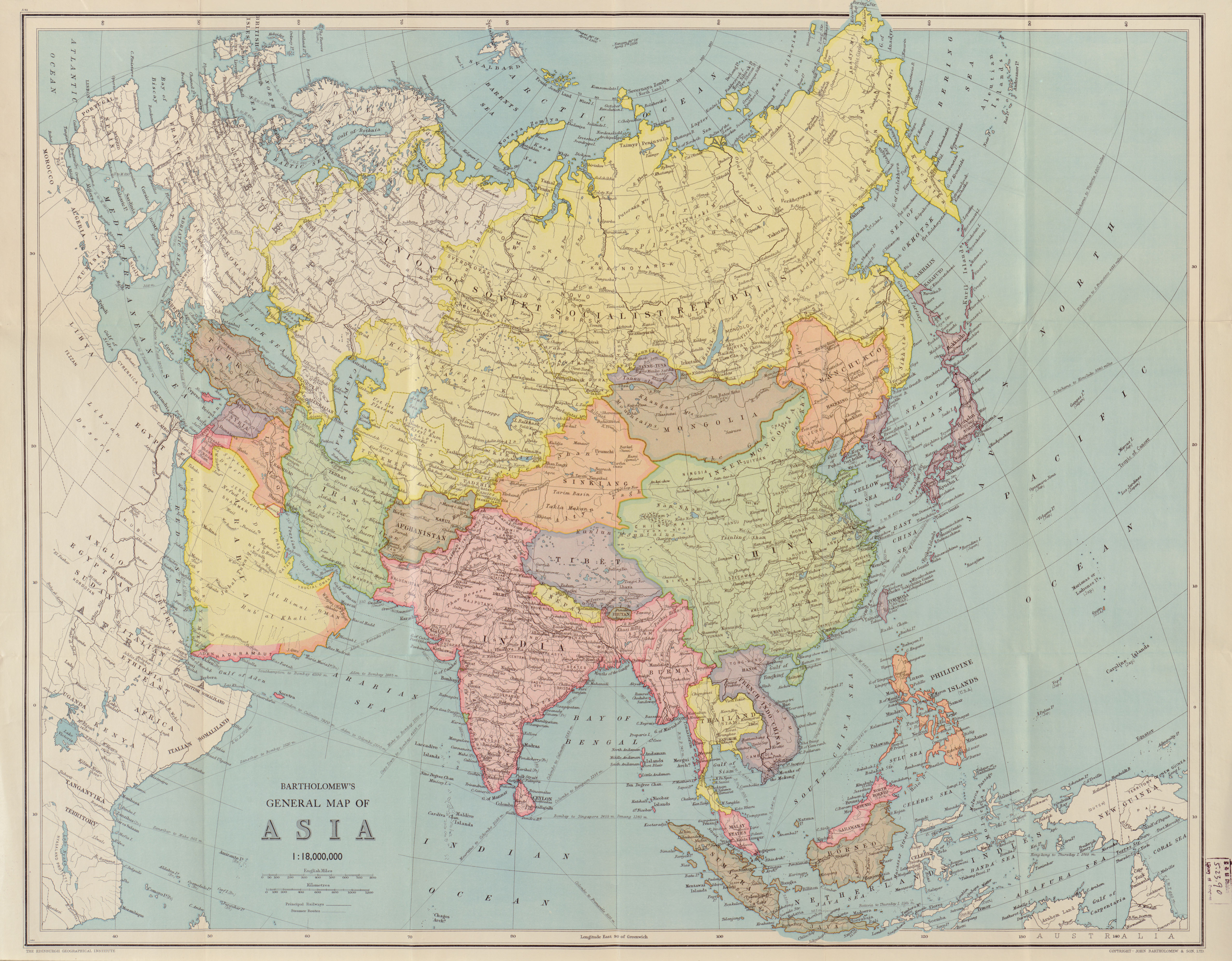
Политическая карта Азии в 1930-е годы

Ещё во время Северного похода 15 апреля 1927 года по приказу Чан Кайши состоялось массовое истребление коммунистов в Шанхае. Антикоммунистические акции произошли и в других городах страны. 15 июля 1927 года ЦИК Гоминьдана в Ухане принял решение о разрыве с КПК. В ответ на это часть войск НРА, размещавшихся в Наньчане, 1 августа восстала и перешла на сторону КПК. В результате дальнейшей серии восстаний в Китае образовалось около десятка советских районов. 11 сентября 1931 года была официально провозглашена Китайская Советская Республика. Наличие в опасной близости от столицы и крупных городов страны силы, претендующей на главенство над всем Китаем, беспокоило Чан Кайши гораздо больше, чем сепаратизм далёких национальных окраин, поэтому он предпочёл бросить свои лучшие войска не на войну с Японией, а на карательные походы против советских районов.
В 1934 году руководству КПК стало ясно, что рано или поздно гоминьдановские войска уничтожат ядро Китайской Советской Республики. Коммунисты приняли решение вырываться из окружения. В результате Великого похода, за период с октября 1934 года по октябрь 1936 года, Красная армия Китая прошла с непрерывными боями свыше 10 тысяч километров, пересекла 12 провинций, преодолела 18 горных цепей и форсировала 24 крупные реки, достигнув в итоге Шэньси-Ганьсу-Нинсяского советского района.
Тем временем в Японии началась ремилитаризация. В 1934 году при формировании нового кабинета министров армия и флот потребовали аннулировать решения Вашингтонской конференции и добиваться равного с США тоннажа военно-морского флота. На подготовительной конференции по сокращению морских вооружений в октябре 1934 года в Лондоне японская делегация выдвинула предложение о равенстве японского флота с флотами США и Великобритании. Более того, она предложила всем странам-участницам встречи аннулировать Вашингтонские соглашения. Встретив отказ, Япония 29 декабря 1934 года заявила об одностороннем выходе из Вашингтонского соглашения. Тем не менее, Япония приняла участие в конференции по ограничению морских вооружений в Лондоне в декабре 1935 года, но после того, как японское предложение о равенстве флотов было отклонено и там, японская делегация покинула конференцию.
Летом 1935 года между китайскими и японскими войсками произошёл конфликт в северной части провинции Чахар. В результате подписанного соглашения Китаю пришлось демилитаризовать ещё одну часть своей территории, на которой Япония организовала подконтрольную её администрацию. Примерно в это же время Япония вынудила Китай подписать соглашение, касающееся восточной части провинции Хэбэй, на территории которой также было организовано автономное правительство.

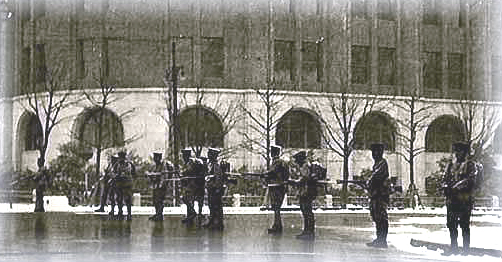
Войска на улицах Токио во время путча 1936 года

В начале 1936 года в Японии прошли очередные парламентские выборы. Всего через шесть дней после выборов Японию потряс самый крупный и кровавый путч: мятежники убили ряд высших государственных лиц, захватили центральные кварталы Токио, включая резиденцию премьера и здание парламента. Император Хирохито призвал для подавления путчистов флот и императорскую гвардию. После подавления путча 19 его зачинщиков были повешены на площади Ёёги в Токио. Семеро членов высшего военного совета были вынуждены уйти в отставку. Разгром путча фактически положил конец праворадикальному движению фашистского типа в Японии, однако правящие круги восприняли многие из идей путчистов, и впоследствии претворили их в жизнь.
После подавления путча правительство ушло в отставку, и новое правительство Японии сформировал бывший министр иностранных дел Коки Хирота. Лишь четыре министерских портфеля были предоставлены политическим партиям, остальные десять были распределены согласно пожеланиям военных. Программа нового кабинета «Основные принципы национальной политики» включала в себя широкую программу вооружений, усиление «национальной обороны» в Маньчжурии, проведение коренных преобразований внутри страны в области политики, экономики и административного управления с целью создания благоприятных условий для консолидации нации. Выступая перед парламентариями военный министр генерал Хисаити Тэраути изложил свои планы создания «тотального государства» как предпосылки для «тотальной мобилизации японского народа» (под этим подразумевалось полное исключение политических партий и парламента из сферы принятия государственных решений). По настоянию военных был восстановлен существовавший до 1913 года порядок назначения на посты министра армии и министра флота только генералов и адмиралов действительной службы.
Планы создания «тотального государства» сопровождались уточнением ориентиров японской внешней политики. Изменение ситуации в Европе стимулировало сближение Германии, Италии и Японии. Вступление СССР в Лигу Наций и поддержка Москвой Монгольской Народной Республики потребовали от Японии поиска антисоветских союзников в Европе, поэтому в Токио благосклонно восприняли начавшиеся с мая 1935 года германские зондажи. Осенью 1935 года и весной 1936 года на монголо-маньчжурской границе произошли новые столкновения, что вынудило СССР открыто заявить о своём союзе с МНР. Это, в свою очередь, ускорило заключение Германией и Японией Антикоминтерновского пакта 25 ноября 1936 года, которое было подкреплено новым столкновением на маньчжуро-советской границе у озера Ханка 26—27 ноября 1936 года.
Несмотря на существование подписанных с Китаем мирных соглашений, представители японской армии продолжали боевые действия на территории Китая, только вели их чужими руками. В 1936 году они поддержали монгольских сепаратистов, провозгласивших создание собственного государства Мэнцзян. Однако попытка Мэнцзяна отторгнуть от Китая провинцию Суйюань провалилась: в ходе Суйюаньской кампании гоминьдановских войск силы монгольских сепаратистов были полностью разбиты.
Чан Кайши тем временем продолжал добивать коммунистов. Его сухопутные войска преследовали Красную армию по земле, а сам Чан Кайши перелетал из одной провинции в другую, перевозя за собой штаб и авиационную группировку. Он требовал от местных милитаристов, признававших его главенство, участия в борьбе с коммунистами. Однако не все были с ним согласны. Чжан Сюэлян, вынужденный отступить под ударами японцев из Маньчжурии в провинцию Шэньси, стремился воевать с японцами, а не с китайцами. Бои во Внутренней Монголии показали, что при наличии политической воли японских приспешников можно бить. Подписание Японией «Антикоминтерновского пакта» и слухи о грядущем признании Маньчжоу-го Италией показали, что правыми в оценке международной обстановки были именно китайские коммунисты, а вовсе не Чан Кайши. В результате, когда в декабре 1936 года Чан Кайши прилетел в Сиань и приказал Чжан Сюэляну организовать разгром Особого района, Чжан Сюэлян арестовал его и потребовал прекращения гражданской войны, чтобы КПК и Гоминьдан занялись совместной борьбой против Японии. Находясь в заключении, Чан Кайши смог оценить обстановку под непривычным для себя углом и убедился, что его власть в Нанкине вовсе не так крепка, как ему казалось. Поэтому он решил пойти на предлагаемый компромисс и создание Единого фронта. Это, однако, произошло лишь годом позже.

## Японо-китайская война и сопутствующие события с июля 1937 по ноябрь 1938
Оккупация Маньчжурии и создание на её территории марионеточного государства Маньчжоу-го укрепили стратегические позиции Японии на азиатском материке. Перемирие в Тангу, заключённое в мае 1933 года, наряду с соглашениями лета 1935 года, позволили японской армии контролировать положение в северных провинциях Китая. Этот район, который японцы называли «независимым государством Восточный Хэбэй», являлся перевалочным пунктом для ввоза японских товаров в Китай, минуя китайские таможни. Японские военные, однако, не были удовлетворены ситуацией с точки зрения стоявших перед ними стратегических задач. По мнению генерала Тодзё Хидэки, в то время начальника штаба Квантунской армии, «если рассматривать теперешнюю обстановку в Китае с точки зрения подготовки войны с Советским Союзом, то наиболее целесообразной политикой является нанесение прежде всего удара … по нанкинскому правительству, что устранило бы угрозу нашему тылу».
Учитывая занятость Англии и Франции испанскими событиями, сотрудничество с Германией и Италией и не опасаясь вмешательства США, Япония решилась перейти к активным действиям на континенте. 7 июля 1937 года Япония развязала полномасштабную войну против Китая. В японской историографии эту войну традиционно называют «китайским инцидентом», что отражает первоначальное представление японских генералов о предполагаемом характере военных действий в Китае. Японские милитаристы готовились к «большой войне» с Советским Союзом, тогда как Китай не считался серьёзным противником, а потому и «настоящая» война с Китаем не принималась в расчёт в военных планах. Действия против него рассматривались как вспомогательная операция. Неожиданно упорное сопротивление гоминьдановского правительства заставило японское командование усиливать военную группировку и расширять боевые действия. Постоянное ожидание того, что война в Китае вот-вот завершится победой, постепенно изматывало японскую экономику. Когда стало ясно, что «китайский инцидент» на севере и «шанхайский инцидент» на юге превратились в одну большую затяжную войну, было уже слишком поздно.
7 июля 1937 года произошла стычка японских и китайских войск на мосту Лугоуцяо неподалёку от Пекина. 9 июля было заключено перемирие, однако 10 июля японский генеральный штаб принял решение перебросить в Северный Китай две бригады из Маньчжурии и дивизию из Кореи. 14 июля японцы возобновили боевые действия, а 26 июля предъявили ультиматум о выводе всех китайских войск из Пекина в течение 48 часов. Ультиматум был отклонён, и в районе Пекина и Тяньцзиня начались полномасштабные боевые действия.
После начала войны в Китае в Японии была проведена мобилизация. Собравшийся в сентябре 1937 года на чрезвычайное заседание парламент был вынужден откорректировать бюджет: даже первоначальный, ещё невоенный бюджет был обеспечен доходами лишь на одну треть (остальную часть предполагалось покрыть за счёт государственных займов), с учётом же дополнительных расходов покрытие бюджета могли обеспечить лишь чрезвычайные меры. В связи с этим экономика Японии начала переходить на военные рельсы. Были приняты законы о контроле над военным хозяйством, над торговым судоходством, над производством и распределением искусственных удобрений и т. п., но важнейшее место занял закон о контроле над военными финансами, ликвидировавший свободу перемещения капитала.
В августе Япония начала боевые действия в районе Шанхая, и после крупного сражения начала продвигаться вверх по долине Янцзы. Как уже стало традицией, в Шанхае японцами было образовано очередное марионеточное правительство. Тем временем на севере Китая сопротивление китайских войск возрастало, и хотя осенью японцам и удалось захватить часть провинций Шаньси и Суйюань, однако после этого фронт там стабилизировался. Растянувшиеся японские коммуникации стали удобной мишенью для китайских партизан. Чтобы не перегружать свои войска проблемами поддержания порядка на оккупированной территории и воевать с китайцами руками китайцев, на севере Китая японцами было создано марионеточное Временное правительство Китайской республики со столицей в Пекине.
Начало Японо-китайской войны привело к сближению между Гоминьданом и Коммунистической партией Китая ради создания единого фронта борьбы против японской агрессии. 17 июля 1937 года Чан Кайши выступил с заявлением о необходимости общенациональной борьбы сопротивления. 22 августа, сразу же по завершении советско-китайских переговоров и подписания договора о ненападении между СССР и Китайской республикой, гоминьдановское правительство издало приказ о преобразовании вооружённых сил КПК в 8-ю армию НРА. Уже 25 сентября 8-я армия нанесла поражение японцам в ходе Пинсингуаньского сражения.
Осенью 1937 года японские войска продолжали продвижение вверх по долине Янцзы, и 13 декабря взяли Нанкин. В ходе последовавшей за этим резни в течение нескольких дней были убиты сотни тысяч гражданских лиц. Временной столицей Китайской республики стал Ухань.
К концу сентября 1937 года на территории Китая воевала японская армия численностью в 350 тыс. чел. Китайское правительство обратилось за помощью в Лигу Наций, которая передала его запрос на рассмотрение специальной конференции держав, подписавших Вашингтонский договор 1922 года. В конференции, открывшейся 3 ноября 1937 года, приняли участие также все государства, заинтересованные в ситуации на Дальнем Востоке, в том числе СССР. Япония отказалась от участия в конференции под предлогом, что она действует в Китае в порядка «самозащиты» и потому не нарушает «Договор девяти держав». Конференция завершилась лишь констатацией факта нарушения Японией «Договора девяти держав». В резолюции было выражено пожелание, что Япония пересмотрит свою позицию в отношении Китая и найдёт способ мирно урегулировать конфликт.
В декабре 1937 года японское правительство обратилось к германскому послу в Китае с просьбой о посредничестве в переговорах с Гоминьданом. 3 декабря японской стороне был передан ответ Чан Кайши, в котором сообщалось, что китайское правительство согласно на переговоры. 27 декабря правительству Китая были переданы ультимативные требования:
- отказ Китая от прокоммунистической и антияпонской политики и сотрудничество с Японией и Маньчжоу-го в борьбе с коммунизмом;
- создание демилитаризованных зон по указанию Японии под управлением специальных административных органов;
- установление тесного экономического сотрудничества между Японией, Маньчжоу-го и Китаем; выплата контрибуции[4].

Хотя в гоминьдановском правительстве не было единства по поводу японских условий, в результате горячих дискуссий было решено не принимать японские условия, после чего 16 января 1938 года премьер-министр Коноэ объявил в специальной декларации о решении прекратить всякие отношения с гоминьдановским правительством.
В январе — апреле 1938 года возобновилось японское наступление на севере. В январе было завершено завоевание Шаньдуна. Японские войска сталкивались с сильным партизанским движением и не могли эффективно контролировать захваченную территорию. В марте — апреле развернулось сражение при Тайэрчжуане, в ходе которого 200-тысячная группировка регулярных войск и партизан под общим командованием генерала Ли Цзунжэня отрезала и окружила 60-тысячную группировку японцев, которым в конечном итоге удалось пробиться из кольца, потеряв 20 тысяч человек убитыми и большое количество военной техники. На оккупированной территории центрального Китая японцы 28 марта провозгласили в Нанкине т. н. «Реформированное правительство Китайской республики».
В мае — июне японцы перегруппировались, сосредоточив более 200 тысяч солдат и офицеров и около 400 танков против 400 тысяч плохо вооружённых китайцев, практически лишённых боевой техники, и продолжили наступление, в результате чего был взят Сюйчжоу (20 мая) и Кайфэн (6 июня). В этих боях японцы применяли химическое и бактериологическое оружие.
В июне — июле китайцы остановили стратегическое наступление японцев на Ханькоу через Чжэнчжоу, разрушив дамбы, не дававшие разлиться реке Хуанхэ, и затопив окрестности. При этом погибло множество японских солдат, большое количество танков, грузовиков и орудий оказалось под водой или увязло в грязи.
Заключение в 1937 году советско-китайского договора о ненападении заметно увеличило напряжённость в советско-японских отношениях. 15 июля 1938 года японский поверенный в делах в Москве посетил Народный комиссариат иностранных дел СССР и потребовал, чтобы западный берег озера Хасан был передан Маньчжоу-го. Советская сторона предоставила в ответ официальную договорную карту, на которой эта территория была ясно обозначена как советская. Тем не менее японский командующий на месте самовольно начал боевые действия, в ходе которых японские войска потерпели поражение.

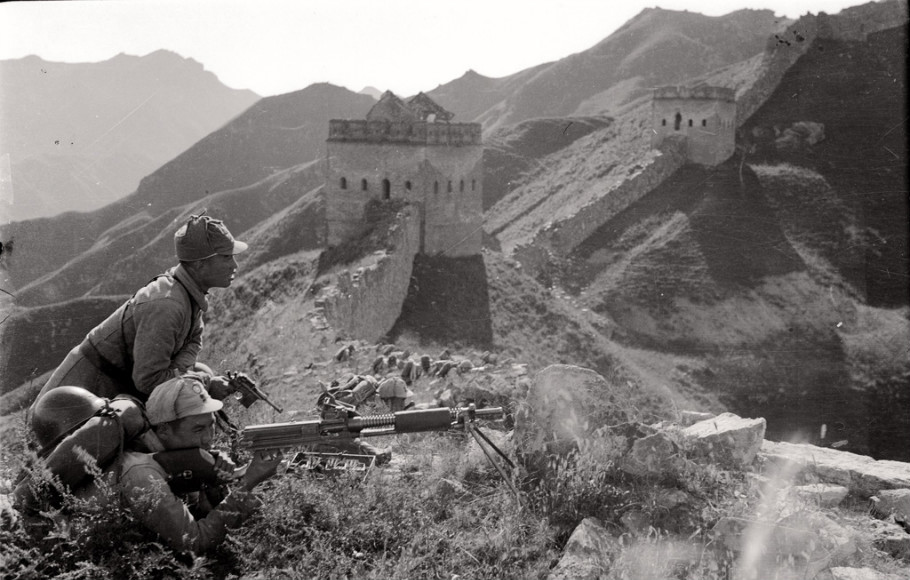
Солдаты китайской 8-й армии у Великой китайской стены, 1938 год

Осенью 1938 года японцы активизировали боевые действия в центральном и южном Китае. После ожесточённых боёв, длившихся три месяца, китайская сторона была вынуждена оставить Ухань и перенести столицу в Чунцин. В октябре японцы высадились в Гуанчжоу. В результате осенью под контролем Японии оказалась бо́льшая часть промышленно развитых районов Китая и была перерезана последняя железнодорожная линия, связывавшая гоминьдановское правительство с Гонконгом, через который в основном шло снабжение китайских войск. Однако, несмотря на частные успехи, Япония не смогла достигнуть главной стратегической цели — уничтожения китайской армии. Вместе с тем растянутость фронта, оторванность войск от баз снабжения и возрастающее китайское партизанское движение ухудшали положение японцев.
1 ноября 1938 года Чан Кайши обратился к китайскому народу с призывом продолжить войну сопротивления Японии до победного конца. Коммунистическая партия Китая одобрила эту речь в ходе собрания молодёжных организаций Чунцина.
3 ноября правительство Фумимаро Коноэ опубликовало официальное заявление, подписанное императором, о том, что на данном этапе задачей Японии является установление «нового порядка в Восточной Азии». Это означало попытку установить японскую экономическую и политическую гегемонию во всём Китае и потребовать признания такого положения другими державами. Провозглашением «нового порядка» Япония противопоставляла себя всем остальным странам, имевшим интересы в Китае. Совещание кабинета в присутствии императора 30 ноября наметило план проведения в жизнь «нового порядка в Восточной Азии», который включал, в частности, условия урегулирования отношений с «новым Китаем». Эти «условия», опубликованные 22 декабря 1938 года, включали в себя:
- признание Маньчжоу-го;
- присоединение Китая к «Антикоминтерновскому пакту»; превращение Внутренней Монголии в «особый антикоминтерновский район»;
- предоставление Японии преимущественных прав и особых привилегий в разработке естественных ресурсов Китая и Внутренней Монголии[4].

## Японо-китайская война и сопутствующие события в 1939 году
Трудности в экономике и неутешительные результаты военных действий в Китае привели к тому, что 3 января 1939 года Коноэ ушёл в отставку. Премьером был назначен Хиранума, бывший до этого председателем Тайного совета. 
Из-за возникших трудностей Япония решила отказаться от активных действий на континенте и перейти к стратегии изматывания противника. В феврале 1939 года японцы высадили десант на острове Хайнань, имевшем важное стратегическое значение, поскольку он контролировал коммуникации между двумя британскими базами — Гонконгом и Сингапуром. В конце марта были оккупированы острова Спратли, лежащие между Индокитайским полуостровом и английской частью острова Борнео и Филиппинами. 
В марте развернулось сражение за город Наньчан, который переходил из рук в руки до конца августа.
Тем временем возник пограничный конфликт на границе между Маньчжоу-го и Монголией. Маньчжурская сторона была поддержана Японией, за Монголию вступился Советский Союз. В результате боёв на Халхин-Голе японцы потерпели поражение, что привело к переоценке японской стороной военных возможностей СССР.
В самый разгар конфликта, 24 августа 1939 года, в Японии узнали о том, что Германия заключила с СССР Договор о ненападении. Сообщение об этом явилось настолько неприятной неожиданностью для Японии, что 25 августа Япония заявила о прекращении переговоров с Германией и Италией, а 28 августа премьер-министр Хиранума подал в отставку, взяв на себя ответственность за то, что Германия, которую в Японии считали союзником, заключила договор с «вероятным противником» — СССР.
Новый премьер — отставной генерал Нобуюки Абэ — заявил, что главной задачей его правительства будет разрешение китайского конфликта. При этом было подчёркнуто, что новое правительство будет проводить политику невмешательства в европейские дела (в это время в Европе началась Вторая мировая война). Заключив соглашение с Советским Союзом о прекращении военных действий на границе с Монголией, правительство Абэ обратилось к США с предложением о «восстановлении дружеских отношений». В ответ на это посол США Грю передал японскому правительству послание президента Рузвельта, в котором Вашингтон требовал от Японии извинений, а также возмещения ущерба, вызванного многочисленными посягательствами на американские права в Китае. Кроме того, американское правительство потребовало гарантий, что в Китае будут соблюдаться международные договоры и принцип «открытых дверей и равных возможностей». Невыполнение американских условий, как заявил Грю, повлечёт за собой экономические санкции в отношении Японии со стороны США.
Выполнение американских требований означало для Японии отказ от всех завоёванных позиций в Китае, что было с японской точки зрения неприемлемым. Тем не менее в ходе переговоров японские дипломаты стремились найти компромиссное решение, поскольку американские санкции могли оказаться очень болезненными для японской экономики.
Тем временем в Китае обстановка для японских войск складывалась не очень удачно. Хотя японцам и удавались десантные операции на побережье, но в глубине страны китайские войска смогли остановить японское наступление на Чанша и отбить у японцев Наньчан.

## Японо-китайская война и сопутствующие события в 1940—1941 годах

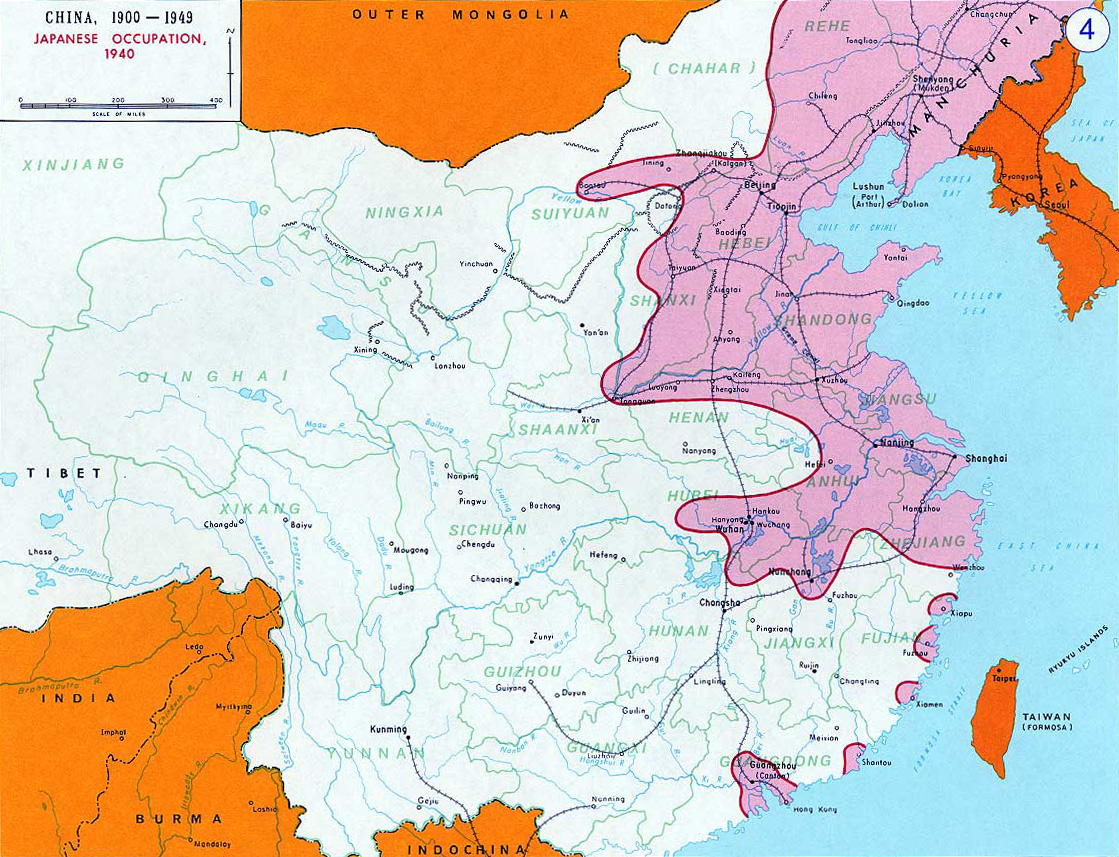
Японская оккупация Китая

16 января 1940 года в Японии было сформировано очередное правительство, во главе которого встал Мицумаса Ёнай. Он продолжил политику неучастия в европейской войне, как и попытки восстановить отношения с США и Великобританией, однако его курс подвергался резкой критике со стороны военных, которые требовали расширения экспансии в сторону Индокитая и скорейшего сближения с Германией. Ёнай же считал весьма опасным начинать новую войну, не завершив «китайский инцидент». Кроме того, памятуя историю с внезапным заключением советско-германского Пакта о ненападении, он не считал Германию надёжным союзником.
В марте 1940 года Япония сформировала марионеточное правительство в Нанкине с целью получения политической и военной поддержки в борьбе с партизанами в глубоком тылу. Правительство возглавил бывший вице-премьер Китая Ван Цзинвэй, перебежавший к японцам ещё в конце 1938 года.
В июне-июле успехи японской дипломатии на переговорах с Великобританией и Францией привели к прекращению военных поставок в Китай через Бирму и Индокитай. 20 июня было заключено англо-японское соглашение о совместных действиях против нарушителей порядка и безопасности японских военных сил в Китае, по которому, в частности, Японии передавалось китайское серебро на сумму 40 млн долларов, хранившееся в английском и французском представительствах в Тяньцзине.
В июне 1940 года на европейском ТВД Франция и Голландия капитулировали перед германскими войсками. Японские военные настаивали на срочной оккупации Французского Индокитая и Голландской Индии (Индонезии), пока там не высадились британские или американские войска. Но премьер-министр Ёнай игнорировал требования военного командования отдать приказ японским войскам, сосредоточенным у границ Французского Индокитая, вступить на территорию колонии.
Недовольные политикой премьера, японские военные решили сместить Ёная. Начальник генерального штаба отдал письменное распоряжение генералу Хата покинуть пост министра армии. На двукратное обращение Ёная рекомендовать новую кандидатуру военное руководство ответило отказом. 16 июля 1940 года всё японское правительство было вынуждено уйти в отставку. 22 июля был объявлен состав нового кабинета министров, который вновь возглавил Коноэ. На заседании 26 июля была принята «Основная программа национальной политики», в которой в области внешней политики ставилась задача завершить «китайский инцидент» и, обеспечив за Японией район Южных морей («к востоку от Индии и к северу от Австралии и Голландской Индии»), построить «Великую восточноазиатскую сферу совместного процветания». Намечалось также укрепить связи с Германией и Италией вплоть до заключения военного соглашения.
23 июля 1940 года, сразу же после формирования своего второго кабинета, Коноэ выступил по радио и заявил, в частности, что «общественные позиции партий как либерального, так и демократического или социалистического направлений несовместимы с новой государственной структурой», призванной обеспечить «сотрудничество и единство действий власти и народа, … самоотверженное служение государству каждого подданного на своем рабочем месте». Уже к августу все три партии самораспустились, а 27 сентября было создано Движение помощи трону, которое возглавила Ассоциация помощи трону. 7 декабря были созданы контрольные ассоциации по различным видам производства, которые от имени государства осуществляли функции надзора, снабжения, регулирования и т. д.; их председателями были назначены представители крупнейших концернов. Таким образом, вводилось государственное регулирование экономики Японии.

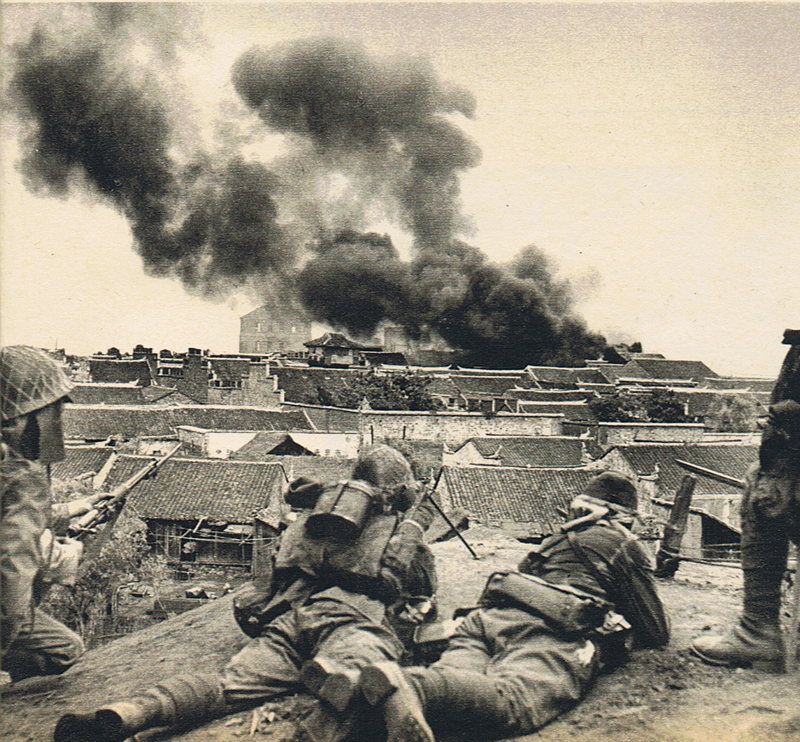
Японские солдаты 2-го батальона 23-го пехотного полка в бою за Шаши. 8 июня 1940

Ещё при премьере Ёнае после капитуляции Франции, 29 июня 1940 года, Япония подписала с вишистами соглашение о запрете провоза грузов в Китай через территорию Французского Индокитая, который служил одним из немногих каналов связи с внешним миром для Китая. Несмотря на соглашение, железнодорожное сообщение с Юньнанем всё ещё оставалось открытым. Со временем, в результате давления на правительство Виши, снабжение Китая сырьём и оружием по маршруту Хайфон—Юньнань прекратилось. 22 сентября между Францией и Японией было заключено соглашение о размещении японских войск в Северном Индокитае, после чего был осуществлён ввод японских войск во Французский Индокитай.
Тем временем в Китае началось наступление вооружённых сил Коммунистической партии Китая, вошедшее в историю как «Битва ста полков». В его результате китайскими войсками была освобождена территория с населением более 5 миллионов человек, на которой находились 73 населённых пункта.
Долгое время между Японией, Германией и Италией велись переговоры о заключении военного союза, который был бы направлен, прежде всего, против Великобритании и США. У Японии были сомнения в целесообразности подписания такого пакта. На императорском совещании 14 сентября 1940 года, посвящённом вопросу обеспеченности Японии стратегическими материалами, заместитель начальника главного морского штаба выразил сомнение в победе Японии в случае войны с США, однако в конечном итоге верх одержало мнение, что ухудшения отношений с Соединёнными Штатами можно будет избежать. 27 сентября 1940 года в Берлине был подписан «Тройственный пакт».
В ответ на этот шаг правительство США в конце сентября ввело запрет на вывоз в Японию металлов и лома, а Великобритания вновь открыла бирмано-китайскую дорогу, по которой снабжались китайские войска. Кроме того, в октябре 1940 года Великобритания и США подписали соглашение о совместной обороне Западного полушария и тихоокеанских владений.
Денонсация Соединёнными Штатами торгового соглашения и запрещение вывоза в Японию стратегического сырья поставили военную экономику Японии в трудное положение. Эквивалентную замену в случае потери американского рынка японские военные и политики видели в подчинении экономики стран Южных морей. Поэтому на совещании правительства 25 октября 1940 года была принята «Программа по экономическому развитию Нидерландской Индии», целью которой был фактически военный захват Голландской Ост-Индии.
Поражения японской армии в пограничных стычках с Советским Союзом, а также подписание Пакта о ненападении между Германией и СССР вызвали изменения в политике Японии по отношению к Советскому Союзу, и после подписания «Тройственного пакта» японское правительство приняло решение о заключении с СССР пакта о нейтралитете. Конкретный проект пакта был оформлен в документе, называвшемся «Принципы ведения переговоров с Германией, Италией и Советским Союзом». В соответствии с принятыми решениями Мацуока выехал 12 марта 1941 года в Европу, где вёл переговоры в Берлине. Германия, стремясь добиться выхода Великобритании из войны, подталкивала Японию к нападению на Сингапур. Мацуока дал обещание развернуть военные действия против этой британской базы. Возвращаясь в Японию, он сделал остановку в Москве, где 13 апреля подписал Советско-японский пакт о нейтралитете.
2 июля состоялось Императорское совещание, на котором шла речь о выборе стратегического направления дальнейшей японской экспансии. Рассматривались два варианта: «северный» (то есть война с СССР) и «южный» (война с Великобританией и США). В результате была принята «Программа национальной политики империи в связи с изменением обстановки», в которой отклонялась установка на немедленное нападение на СССР и принималось решение «в случае необходимости… не останавливаться перед войной с Англией и Америкой».
29 июля началась оккупация японцами Южного Индокитая. Этот шаг сильно осложнил и без того непростые переговоры между Японией и США. Великобритания и США заявили о замораживании японских капиталов, одновременно Великобритания денонсировала англо-японский торговый договор 1911 года, японо-индийский торговый договор 1934 года и японо-бирманский торговый договор 1937 года. 1 августа Соединённые Штаты ввели запрет на экспорт в Японию всех товаров, прежде всего нефти, за исключением хлопка и продовольствия. Япония оказалась в очень трудном положении. Командование флотом заявило, что если не удастся обеспечить Японию нефтью, то менее чем через два года военно-морской флот будет парализован.
12 октября 1941 года в резиденции Коноэ состоялось совещание ключевых министров с главой кабинета. Коноэ пытался убедить их в возможности продолжения переговоров с США, но ничего не добился: министр армии Тодзио от лица сухопутных войск выдвинул требование прекратить переговоры. Более того, 14 октября он, отказавшись встречаться с Коноэ, порекомендовал кабинету подать в отставку. Это означало, что армия выражает правительству недоверие. 16 октября Коноэ официально заявил об отставке своего кабинета. 17 октября было решено поручить формирование нового кабинета генералу Тодзио, который при этом сохранил пост министра армии. 5 ноября 1941 года на императорском совещании были приняты «Принципы осуществления государственной политики империи», суть которых сводилась к тому, что Япония, продолжая переговоры с США, одновременно приняла решение начать против них, а также против Великобритании и Нидерландов войну, как только будут закончены приготовления. Был установлен срок окончания переговоров — 25 ноября. На совещании командование флота и армии заявило, что проведение переговоров никак не помешает подготовке к военным действиям.
7 декабря 1941 года Япония нанесла удар по американской базе Пёрл-Харбор. Вторая мировая война распространилась на Азию.